# Modena Football Club 2018 2019-2020
Questa voce raccoglie le informazioni riguardanti il Modena Football Club 2018 nelle competizioni ufficiali della stagione 2019-2020.

## Stagione
Dopo solo una stagione nei dilettanti, la prima nella storia del club canarino, il Modena viene ripescato in Serie C a completamento degli organici.
Alla presidenza si insedia Romano Sghedoni, l'anno prima socio di Romano Amadei. 
Amadei nel frattempo è diventato presidente della Reggio Audace, viene seguito anche dal DS Doriano Tosi e da Carmelo Salerno, che da presidente dei canarini diventa socio e successivamente cede le ultime quote del club a Sghedoni.
Entrano poi nella società nelle vesti di vice-presidenti Galassini e Morselli e vengono chiamati Roberto Cesati e Fabrizio Salvatori, nei ruoli di direttore generale e direttore sportivo mentre alla guida tecnica viene ingaggiato il vicentino Mauro Zironelli.
La rosa viene in parte cambiata: ritornano il portiere Antonio Narciso e l'attaccante Tiziano Tulissi, vengono ingaggiati giocatori di esperienza come Enrico Bearzotti e Felipe Sodinha ma anche giovani promettenti come Pacini, De Grazia, Zaro, Ingegneri, Cargnelutti, Laurenti, Gagno, Rossetti e Davì. Altri lasciarono i gialloblù tra i quali la bandiera Simone Gozzi, dopo 298 presenze, Dierna, Ferretti, Dieye, Baldazzi, Pettarin, Bellini, Piras, Zanoni, Sansovini e Loviso. Altro acquisto di rilievo è ufficializzato a metà novembre, con l'acquisto del centravanti brasiliano con esperienza in Primeira Liga Bruno Gomes.
Verso fine novembre, con la squadra a metà classifica, ma con dei risultati ritenuti scadenti dalla società, l'allenatore Mauro Zironelli viene esonerato. Al suo posto viene chiamata l'ex bandiera del Siena Michele Mignani, che porta con sé in veste di vice Simone Vergassola.
Nella finestra invernale di calciomercato non si registrano grandi colpi, escluse le cessioni in prestito di Edoardo Duca e del difensore Riccardo Cargnelutti, rispettivamente alla Pergolettese e al Fano, entrambi per accumulare più minutaggio ed esperienza.
In entrata, gli unici colpi sono il tesseramento del terzino sinistro svincolato Maxime Giron, e l'acquisto di Mattia Muroni dall'Olbia.
In ambito societario, vanno notate le dimissioni da vice-presidente sia di Gian Lauro Morselli sia di Paolo Galassini, che cedono pure le loro quote alla Kerakoll, che così diviene proprietaria completa del pacchetto societario del Modena.
Il 10 marzo 2020, conseguentemente a quanto disposto il giorno prima dal Governo per decreto, a causa della pandemia di COVID-19 la FIGC sospende sine die tutti i campionati nazionali. L'8 giugno 2020 la FIGC dichiara conclusa la "regular season" della Serie C e, dopo aver sancito la promozione delle prime classificate e la retrocessione delle ultime classificate dei tre gironi, dispone la disputa dei soli Play-off e Play-out. Il Modena, pur avendone diritto alla partecipazione, rinuncia ai Play-off per concentrarsi sulla preparazione della stagione successiva.

## Divise e sponsor
La prima maglia è gialla, la seconda è blu, infine la terza è bianca. Il confermato main sponsor è Giacobazzi Vini, insieme al secondary sponsor Sau e al back sponsor BlueRed. Confermato anche Riacef, lo sponsor sui pantaloncini. Novità invece quella dello sleeve sponsor Medica Plus.

## Rosa
| N. |                    | Ruolo | Calciatore               |
| -- | ------------------ | ----- | ------------------------ |
| 1  | Italia (bandiera)  | P     | Francesco Pacini         |
| 2  | Italia (bandiera)  | A     | Tiziano Tulissi          |
| 3  | Francia (bandiera) | D     | Maxime Giron             |
| 4  | Italia (bandiera)  | D     | Andrea Ingegneri         |
| 5  | Italia (bandiera)  | D     | Riccardo Cargnelutti     |
| 6  | Nigeria (bandiera) | C     | Rabiu Oyndamola          |
| 7  | Italia (bandiera)  | C     | Enrico Bearzotti         |
| 8  | Italia (bandiera)  | C     | Andrea Boscolo Papo      |
| 9  | Italia (bandiera)  | A     | Carlo Ferrario           |
| 10 | Brasile (bandiera) | A     | Felipe Sodinha           |
| 11 | Italia (bandiera)  | A     | Alberto Spagnoli         |
| 12 | Italia (bandiera)  | P     | Antonio Narciso          |
| 13 | Italia (bandiera)  | D     | Armando Perna (capitano) |
| 14 | Italia (bandiera)  | D     | Emanuele Politti         |
| 15 | Italia (bandiera)  | D     | Nicola Stefanelli        |

| N. |                    | Ruolo | Calciatore          |
| -- | ------------------ | ----- | ------------------- |
| 16 | Italia (bandiera)  | C     | Salvatore Pezzella  |
| 17 | Italia (bandiera)  | C     | Gianluca Laurenti   |
| 18 | Italia (bandiera)  | C     | Alessandro Mattioli |
| 19 | Italia (bandiera)  | D     | Giovanni Zaro       |
| 20 | Italia (bandiera)  | C     | Edoardo Duca        |
| 21 | Italia (bandiera)  | C     | Pietro Messori      |
| 21 | Brasile (bandiera) | A     | Bruno Gomes         |
| 22 | Italia (bandiera)  | P     | Giovanni Bianculli  |
| 23 | Italia (bandiera)  | D     | Mickael Varutti     |
| 24 | Italia (bandiera)  | C     | Lorenzo De Grazia   |
| 25 | Italia (bandiera)  | A     | Tommaso Spaviero    |
| 26 | Italia (bandiera)  | P     | Riccardo Gagno      |
| 27 | Italia (bandiera)  | A     | Simone Rossetti     |
| 28 | Italia (bandiera)  | C     | Guido Davì          |
| 29 | Italia (bandiera)  | C     | Mattia Muroni       |

## Calciomercato

### Sessione estiva(dall'1/7 al 31/8)
| Acquisti | Acquisti             | Acquisti        | Acquisti        |
| R.       | Nome                 | da              | Modalità        |
| -------- | -------------------- | --------------- | --------------- |
| P        | Francesco Pacini     | Novara          | Titolo gratuito |
| P        | Riccardo Gagno       | Ternana         | Prestito        |
| P        | Antonio Narciso      | Sicula Leonzio  | Titolo gratuito |
| D        | Giovanni Zaro        | Pro Patria      | Titolo gratuito |
| D        | Riccardo Cargnelutti | Roma            | Titolo gratuito |
| D        | Nicola Stefanelli    | AlbinoLeffe     | Titolo gratuito |
| D        | Emanuele Politti     | Cjarlins Muzane | Titolo gratuito |
| D        | Andrea Ingegneri     | Palermo         | Titolo gratuito |
| D        | Mickael Varutti      | Imolese         | Titolo gratuito |
| D        | Alessandro Mattioli  | Inter           | Titolo gratuito |
| C        | Guido Davì           | Gubbio          | Titolo gratuito |
| C        | Salvatore Pezzella   | Roma            | Prestito        |
| C        | Lorenzo De Grazia    | Teramo          | Titolo gratuito |
| C        | Gianluca Laurenti    | L.R. Vicenza    | Titolo gratuito |
| C        | Pietro Messori       | Formigine       | Titolo gratuito |
| C        | Enrico Bearzotti     | Verona          | Titolo gratuito |
| A        | Tiziano Tulissi      | Atalanta        | Prestito        |
| A        | Felipe Sodinha       | Rezzato         | Titolo gratuito |
| A        | Alberto Spagnoli     | Renate          | Titolo gratuito |

| Cessioni | Cessioni            | Cessioni           | Cessioni        |
| R.       | Nome                | a                  | Modalità        |
| -------- | ------------------- | ------------------ | --------------- |
| P        | Mattia Piras        | L.R. Vicenza       | Fine prestito   |
| P        | Fallou Dieye        | Vigor Carpaneto    | Svincolato      |
| D        | Simone Gozzi        | Olbia              | Svincolato      |
| D        | Emilio Dierna       | Pianese            | Titolo gratuito |
| D        | Stefano Berni       | Lentigione         | Svincolato      |
| D        | Enrico Zanoni       | Atalanta           | Fine prestito   |
| D        | Giacomo Magliozzi   | Castelvetro        | Fine prestito   |
| D        | Orlando Ndoj        | Cjarlins Muzane    | Titolo gratuito |
| D        | Davide Cortinovis   | AlbinoLeffe        | Fine prestito   |
| C        | Massimo Loviso      | Rende              | Titolo gratuito |
| C        | Francesco Di Giorno | Crotone            | Fine prestito   |
| C        | Matteo Calamai      | AZ Picerno         | Titolo gratuito |
| C        | Filippo Bellini     | Fermana            | Titolo gratuito |
| C        | Giacomo Pettarin    | Trento             | Titolo gratuito |
| C        | Domenico Parisi     | Lentigione         | Titolo gratuito |
| C        | Pietro Messori      | Correggese         | Prestito        |
| A        | Antonio Montella    | Team Nuova Florida | Svincolato      |
| A        | Pierluigi Baldazzi  |                    | Svincolato      |
| A        | Andrea Falanelli    | San Michelese      | Fine prestito   |
| A        | Antonio Letizia     | Bisceglie          | Svincolato      |
| A        | Marco Sansovini     | Notaresco          | Svincolato      |
| A        | Gustavo Ferretti    | Caldiero           | Titolo gratuito |

### Operazioni successive alla sessione estiva
| Acquisti | Acquisti    | Acquisti | Acquisti   |
| R.       | Nome        | da       | Modalità   |
| -------- | ----------- | -------- | ---------- |
| A        | Bruno Gomes |          | Svincolato |

### Sessione invernale(dal 2 al 31 gennaio)
| Acquisti | Acquisti      | Acquisti | Acquisti   |
| R.       | Nome          | da       | Modalità   |
| -------- | ------------- | -------- | ---------- |
| D        | Maxime Giron  |          | Svincolato |
| C        | Mattia Muroni | Olbia    | Definitivo |

| Cessioni | Cessioni             | Cessioni     | Cessioni |
| R.       | Nome                 | a            | Modalità |
| -------- | -------------------- | ------------ | -------- |
| D        | Riccardo Cargnelutti | Fano         | Prestito |
| C        | Edoardo Duca         | Pergolettese | Prestito |

## Risultati

### Serie C - Girone B

#### Girone di andata
| Modena 25 agosto 2019, ore 17:30 CEST 1ª giornata | Modena         | 0 – 0 referto | L.R. Vicenza | Stadio Alberto Braglia (7.780 spett.)\| Arbitro: \| Carella (Bari) \| |
| Arbitro:                                          | Carella (Bari) |               |              |                                                                       |

| Arbitro: | Acanfora (Castellammare di Stabia) |

|                    |           |                  |
| Pergreffi 55’, 94’ | Marcatori | 82’ Boscolo Papo |

| Arbitro: | De Santis (Lecce) |

|  |           |               |
|  | Marcatori | 35’ Castiglia |

| Arbitro: | Garofalo (Torre del Greco) |

|  |           |              |
|  | Marcatori | 26’ Rossetti |

| Arbitro: | Fiero (Pistoia) |

|             |           |              |
| Rossetti 1’ | Marcatori | 31’ Maiorino |

| Arbitro: | Rutella (Enna) |

|                |           |              |
| Di Massimo 16’ | Marcatori | 28’ Rossetti |

| Arbitro: | Bordin (Bassano del Grappa) |

|                                             |           |                  |
| Ferrario 16’ Sodinha 24’ De Grazia 63’, 83’ | Marcatori | 38’, 47’ Gerardi |

| Arbitro: | Scarpa (Collegno) |

|                                                  |           |                                          |
| T. Morosini 17’, 69’ Casiraghi 24’ Mazzocchi 74’ | Marcatori | 15’ Bearzotti 22’ De Grazia 87’ Rossetti |

| Arbitro: | Nicoletti (Catanzaro) |

|              |           |             |
| Piccioni 43’ | Marcatori | 61’ Sodinha |

| Arbitro: | Pascarella (Nocera Inferiore) |

|              |           |            |
| Pezzella 47’ | Marcatori | 59’ Persia |

| Arbitro: | D'Ascanio (Ancona) |

|  |           |                    |
|  | Marcatori | 52’ (rig.) Tulissi |

| Arbitro: | Cascone (Nocera Inferiore) |

|  |           |              |
|  | Marcatori | 19’ Scappini |

| Arbitro: | Scatena (Avezzano) |

|                   |           |  |
| Sbaffo 82’ (rig.) | Marcatori |  |

| Arbitro: | Pirrotta (Barcellona Pozzo di Gotto) |

|                          |           |             |
| Spagnoli 7’ Rossetti 90’ | Marcatori | 24’ Barbuti |

| Arbitro: | Cavaliere (Paola) |

|          |           |  |
| Duca 80’ | Marcatori |  |

| Arbitro: | Gariglio (Pinerolo) |

|             |           |  |
| Borello 35’ | Marcatori |  |

| Arbitro: | Emmanuele (Pisa) |

|                                     |           |             |
| Pezzella 48’ Davì 53’ De Grazia 66’ | Marcatori | 38’ Gianola |

| Arbitro: | Cudini (Fermo) |

|  |           |             |
|  | Marcatori | 86’ Tulissi |

| Arbitro: | Virgilio (Trapani) |

|                       |           |  |
| Spagnoli 48’ Zaro 63’ | Marcatori |  |

#### Girone di ritorno
| Arbitro: | Zufferli (Udine) |

|                 |           |  |
| Cappelletti 11’ | Marcatori |  |

| Modena 12 gennaio 2020, ore 15:00 CET 21ª giornata | Modena           | 0 – 0 referto | Piacenza | Stadio Alberto Braglia (6.830 spett.)\| Arbitro: \| Galipò (Firenze) \| |
| Arbitro:                                           | Galipò (Firenze) |               |          |                                                                         |

| Arbitro: | Carella (Bari) |

|  |           |              |
|  | Marcatori | 58’ Ferrario |

| Arbitro: | Acanfora (Castellammare di Stabia) |

|                          |           |                                |
| Spagnoli 19’ Varutti 86’ | Marcatori | 60’ (aut.) Davì 61’ Chinellato |

| Arbitro: | Perenzoni (Rovereto) |

|                           |           |              |
| Miracoli 3’ Scarsella 35’ | Marcatori | 19’ Ferrario |

| Arbitro: | Di Cairano (Ariano Irpino) |

|              |           |  |
| Spaviero 87’ | Marcatori |  |

| Arbitro: | Cascone (Nocera Inferiore) |

|                         |           |  |
| Arlotti 41’ Ventola 66’ | Marcatori |  |

| Arbitro: | Longo (Paola) |

|              |           |  |
| Spagnoli 26’ | Marcatori |  |

### Coppa Italia Serie C
| Arbitro: | Angelucci (Foligno) |

|                        |           |                           |
| Odogwu 3’ Magrassi 72’ | Marcatori | 76’ De Grazia 84’ Tulissi |

| Arbitro: | Donda (Cormons) |

|                       |           |          |
| Cais 23’ Barzaghi 78’ | Marcatori | 30’ Davì |

## Statistiche
| Competizione         | Punti | In casa | In casa | In casa | In casa | In casa | In casa | In trasferta | In trasferta | In trasferta | In trasferta | In trasferta | In trasferta | Totale | Totale | Totale | Totale | Totale | Totale | D.R. |
| Competizione         | Punti | G       | V       | N       | P       | Gf      | Gs      | G            | V            | N            | P            | Gf           | Gs           | G      | V      | N      | P      | Gf     | Gs     | D.R. |
| -------------------- | ----- | ------- | ------- | ------- | ------- | ------- | ------- | ------------ | ------------ | ------------ | ------------ | ------------ | ------------ | ------ | ------ | ------ | ------ | ------ | ------ | ---- |
| Serie C              | 40    | 14      | 7       | 5       | 2       | 18      | 10      | 13           | 4            | 2            | 7            | 11           | 15           | 27     | 11     | 7      | 9      | 29     | 25     | +4   |
| Coppa Italia Serie C |       | 0       | 0       | 0       | 0       | 0       | 0       | 2            | 0            | 1            | 1            | 3            | 4            | 2      | 0      | 1      | 1      | 3      | 4      | -1   |
| Totale               | 40    | 14      | 7       | 5       | 2       | 18      | 10      | 15           | 4            | 3            | 8            | 14           | 19           | 29     | 11     | 8      | 10     | 32     | 29     | +3   |

### Andamento in campionato
| Giornata  | 1 | 2  | 3  | 4  | 5  | 6  | 7  | 8  | 9  | 10 | 11 | 12 | 13 | 14 | 15 | 16 | 17 | 18 | 19 | 20 | 21 | 22 | 23 | 24 | 25 | 26 | 27 |
| --------- | - | -- | -- | -- | -- | -- | -- | -- | -- | -- | -- | -- | -- | -- | -- | -- | -- | -- | -- | -- | -- | -- | -- | -- | -- | -- | -- |
| Luogo     | C | T  | C  | T  | C  | T  | C  | T  | T  | C  | T  | C  | T  | C  | C  | T  | C  | T  | C  | T  | C  | T  | C  | T  | C  | T  | C  |
| Risultato | N | P  | P  | V  | N  | N  | V  | P  | N  | N  | V  | P  | P  | V  | V  | P  | V  | V  | V  | P  | N  | V  | N  | P  | V  | P  | V  |
| Posizione | 9 | 13 | 17 | 12 | 13 | 15 | 10 | 12 | 11 | 12 | 11 | 11 | 11 | 11 | 10 | 11 | 10 | 9  | 8  | 8  | 9  | 8  | 8  | 8  | 8  | 8  | 9  |

Legenda:

Luogo: C = Casa; T = Trasferta. Risultato: V = Vittoria; N = Pareggio; P = Sconfitta.

### Statistiche dei giocatori
aggiornato al 22/02/20
| Giocatore       | Serie C  | Serie C | Serie C     | Serie C    | Coppa Italia Serie C | Coppa Italia Serie C | Coppa Italia Serie C | Coppa Italia Serie C | Totale   | Totale | Totale      | Totale     |
| Giocatore       | Presenze | Reti    | Ammonizioni | Espulsioni | Presenze             | Reti                 | Ammonizioni          | Espulsioni           | Presenze | Reti   | Ammonizioni | Espulsioni |
| --------------- | -------- | ------- | ----------- | ---------- | -------------------- | -------------------- | -------------------- | -------------------- | -------- | ------ | ----------- | ---------- |
| E. Bearzotti    | 16       | 1       | 0           | 0          | 2                    | 0                    | 1                    | 0                    | 18       | 1      | 1           | 0          |
| G. Bianculli    | 0        | 0       | 0           | 0          | 0                    | 0                    | 0                    | 0                    | 0        | 0      | 0           | 0          |
| A. Boscolo Papo | 18       | 1       | 4           | 0          | 2                    | 0                    | 1                    | 0                    | 20       | 1      | 5           | 0          |
| R. Cargnelutti  | 4        | 0       | 2           | 0          | 2                    | 0                    | 0                    | 0                    | 6        | 0      | 2           | 0          |
| G. Davì         | 24       | 1       | 5           | 1          | 2                    | 1                    | 1                    | 0                    | 26       | 2      | 6           | 1          |
| L. De Grazia    | 17       | 4       | 2           | 0          | 1                    | 1                    | 0                    | 0                    | 18       | 5      | 2           | 0          |
| E. Duca         | 7        | 1       | 1           | 0          | 0                    | 0                    | 0                    | 0                    | 7        | 1      | 1           | 0          |
| C. Ferrario     | 19       | 3       | 2           | 0          | 2                    | 0                    | 0                    | 0                    | 21       | 3      | 2           | 0          |
| R. Gagno        | 24       | -20     | 0           | 0          | 0                    | 0                    | 0                    | 0                    | 24       | -20    | 0           | 0          |
| M. Giron        | 1        | 0       | 0           | 0          | 0                    | 0                    | 0                    | 0                    | 1        | 0      | 0           | 0          |
| B. Gomes        | 6        | 0       | 0           | 0          | 0                    | 0                    | 0                    | 0                    | 6        | 0      | 0           | 0          |
| A. Ingegneri    | 19       | 0       | 3           | 1          | 1                    | 0                    | 1                    | 0                    | 20       | 0      | 4           | 1          |
| G. Laurenti     | 22       | 0       | 4           | 0          | 0                    | 0                    | 0                    | 0                    | 22       | 0      | 4           | 0          |
| A. Mattioli     | 22       | 0       | 2           | 0          | 2                    | 0                    | 0                    | 0                    | 24       | 0      | 2           | 0          |
| M. Muroni       | 6        | 0       | 1           | 0          | 0                    | 0                    | 0                    | 0                    | 6        | 0      | 1           | 0          |
| A. Narciso      | 0        | 0       | 0           | 0          | 1                    | -2                   | 0                    | 0                    | 1        | -2     | 0           | 0          |
| R. Oyndamola    | 12       | 0       | 4           | 0          | 0                    | 0                    | 0                    | 0                    | 12       | 0      | 4           | 0          |
| F. Pacini       | 3        | -5      | 0           | 0          | 1                    | -2                   | 0                    | 0                    | 4        | -7     | 0           | 0          |
| A. Perna        | 15       | 0       | 6           | 0          | 1                    | 0                    | 0                    | 0                    | 16       | 0      | 6           | 0          |
| S. Pezzella     | 24       | 2       | 7           | 0          | 2                    | 0                    | 1                    | 0                    | 26       | 2      | 8           | 0          |
| E. Politti      | 17       | 0       | 4           | 0          | 2                    | 0                    | 0                    | 0                    | 19       | 0      | 4           | 0          |
| S. Rossetti     | 21       | 5       | 4           | 0          | 2                    | 0                    | 1                    | 0                    | 23       | 5      | 5           | 0          |
| F. Sodinha      | 15       | 2       | 4           | 0          | 0                    | 0                    | 0                    | 0                    | 15       | 2      | 4           | 0          |
| A. Spagnoli     | 21       | 4       | 2           | 0          | 2                    | 0                    | 0                    | 0                    | 23       | 4      | 2           | 0          |
| T. Spaviero     | 4        | 1       | 0           | 0          | 1                    | 0                    | 0                    | 0                    | 5        | 1      | 0           | 0          |
| N. Stefanelli   | 13       | 0       | 2           | 1          | 1                    | 0                    | 0                    | 0                    | 14       | 0      | 2           | 1          |
| T. Tulissi      | 23       | 2       | 5           | 0          | 2                    | 1                    | 0                    | 0                    | 25       | 3      | 5           | 0          |
| M. Varutti      | 25       | 1       | 2           | 0          | 2                    | 0                    | 0                    | 0                    | 27       | 1      | 2           | 0          |
| G. Zaro         | 21       | 1       | 9           | 0          | 1                    | 0                    | 0                    | 0                    | 22       | 1      | 9           | 0          |

## Giovanili

### Organigramma
- Responsabile settore giovanile: Mauro Melotti
- Vice responsabile: Marco Fava
- Segretario settore giovanile: Stefano Casolari
- Maestro della tecnica: Marcello Mazzetto

Area tecnica
- Berretti
  - Allenatore: Roberto Malverti
  - Vice allenatore: Alessandro Brandoli
- Allievi Under-17
  - Allenatore: Marco Bernabei
  - Vice allenatore: Andrea Parenti
- Giovanissimi Under-15
  - Allenatore: Edoardo Piccinini
  - Vice allenatore: Lucio Dotti
- Giovanissimi Under-14
  - Allenatore: Massimo Pellegrini
  - Vice allenatore: Marino D'Aloisio
- Esordienti Under-13
  - Allenatori: Mirco Martinelli

### Piazzamenti
- Beretti:
  - Campionato: sospeso
  - Torneo Città di Vignola: quarti di finale
- Under-17:
  - Campionato: sospeso
- Under-16:
  - Campionato: sospeso
- Under-15:
  - Campionato: sospeso